# Veritas (автомобильная марка)
Veritas (veritas в переводе с лат. — «истина») — германская автомобильная марка. Штаб-квартира и мануфактура компании Veritas GmbH располагались в Графшафте, Германия. Компания была создана в 1947 году и обанкротилась в 1953 году. В 1990-е годы марка была возрождена компанией Vermot AG.

## История
В марте 1947 года глава BMW Motorsport Эрнст Луф, заводской пилот Корк Мейер и гоночный моторист Лоренц Дитрих основали в городе Графшафт, что неподалёку от знаменитой трассы Нюрбургринг, компанию Veritas GmbH. Первоначально компания специализировалась на восстановлении BMW 328. Поскольку в автомобиле использовалась рамная конструкция, то по желанию клиентов Veritas устанавливал собственные кузова из алюминия. До 1953 года таким образом было переделано до полусотни экземпляров модели.
В 1949 году на Парижском автосалоне компаньоны представили целое семейство автомобилей: дорожные купе Saturn и родстер Scorpion, раллийный Comet Sportwagen и гоночный Comet S Rennsportwagen. За основу взяли все то же шасси BMW 328, лишь заменив сзади полуэллиптические рессоры схемой типа De Dion да усилив тормоза. В базовой версии под капотом устанавливалась 2,0-литровая 100-сильная «шестерка» Heinkel, но Дитрих брался поставить любой схожий агрегат. На базе 150-сильного Comet S были собраны несколько болидов Meteor, которые в 1952—1953 годах регулярно, но без особого успеха, участвовали в гонках класса Формула 1.
В том же 1949-м Дитрих стал дилером французской марки Panhard, и на базе её микролитражки Dyna, весьма передовой по конструкции (передний привод, 744-кубовый двухцилиндровый «оппозитник», 32 л. с.), Veritas спроектировал сверхлегкий спорткар Dyna Veritas, разошедшийся тиражом примерно в 200 экземпляров. Однако все эти проекты оказались финансово нежизнеспособными, и в конце 1950 года производство остановилось. В 1951 году Эрнст Луф, уже без партнёров, наладил выпуск 4-дверной версии купе Saturn — седана Nurburgring, который по-прежнему использовал мотор производства Heinkel. В 1953 году компания обанкротилась.
В 1990-е годы группа энтузиастов собралась снова. В 2001 году был представлен Veritas RS III с мотором BMW V12 объёмом 6 литров. На машине сохранилось множество элементов от оригинальных Veritas 1950-х годов. Последний вариант этой модели тоже может пойти в производство в конце 2010 года, правда, выпуск будет ограничен всего 50 моделями. Конструкция со времен оригинального концепта была заметно пересмотрена, и теперь машина имеет под капотом 5-литровый мотор производства BMW, развивающий мощность до 507 (по другим источникам до 600) л. с. Благодаря трубчатой конструкции шасси и небольшому весу модели (1070 кг), она разгоняется до 100 км/ч за 3,2 секунды, а максимальная скорость достигает 350 км/ч.
В мае 2010 года было объявлено о возвращении Veritas в автоспорт. Компания планировала подготовить Veritas RS III к участию в чемпионате FIA GT1 уже в 2011 году. Однако производитель не успел построить крытую версию автомобиля. Купе появится в начале 2011 года. Компания намерена выставить Veritas RS III на гонки уже в 2012 году.